# 豪伊杜豪德哈茲区
豪伊杜豪德哈茲区（匈牙利語：Hajdúhadházi járás），是匈牙利豪伊杜-比豪尔州的一个区，总面积137.02平方公里，总人口22,183人（2011年），人口密度162人/平方公里。中心城市为豪伊杜豪德哈茲。

## 市镇
豪伊杜豪德哈茲区包含两个城镇和一个村庄。